# SART3
SART3‏ (Squamous cell carcinoma antigen recognized by T cells 3) هوَ بروتين يُشَفر بواسطة جين SART3 في الإنسان.